# داني والتون
داني والتون (بالإنجليزية: Danny Walton)‏ هو لاعب كرة قاعدة أمريكي، ولد في 14 يوليو 1947 في لوس أنجلوس في الولايات المتحدة، وتوفي في 9 أغسطس 2017 في مورغان في الولايات المتحدة.

## وصلات خارجية
- داني والتون على موقع دوري كرة القاعدة الرئيسي (الإنجليزية)
- داني والتون على موقع الدوري الياباني لكرة القاعدة (الإنجليزية)
- داني والتون على موقعبيزبول رفرنس.كوم (الدوري الرئيسي) (الإنجليزية)
- داني والتون على موقعبيزبول رفرنس.كوم (الدوري الثانوي) (الإنجليزية)
- داني والتون على موقع مشجعي الرسوم البيانية (الإنجليزية)